# 1965年12月8日月食
1965年12月8日月食为一次在协调世界时1965年12月8日出現的半影月食。該次月食半影食分為0.907、全影食分為-0.115。

## 概述
這次月食的食分是5.00。

## 基本參數
- 類型：半影月食
- 食甚資料：
  - 日期：1965年12月8日
  - 時間：17:10
  - 月球位置：赤經5.00度、赤緯23.8度
  - 食分：半影食分：0.907、全影食分：-0.115

## 外部連結
- NASA月食專頁（页面存档备份，存于）（英文）